# Parafia Narodzenia św. Jana Chrzciciela w Kolsku
Parafia pw. Narodzenia św. Jana Chrzciciela w Kolsku – rzymskokatolicka parafia we wsi Kolsko, należąca do dekanatu Sława diecezji zielonogórsko-gorzowskiej, metropolii szczecińsko-kamieńskiej w Polsce, erygowana w 1724 roku. Mieści się przy ulicy Piastowskiej.

## Miejsca kultu

### Kościół parafialny
- kościół Narodzenia św. Jana Chrzciciela w Kolsku

### Kościoły filialne
- Kościół św. Anny w Konotopie
- Kaplica w sali wiejskiej w Uściu